# Gankhuurai Battungalag
Gankhuurai Battungalag (mongolisch Ганхуурай Баттунгалаг, ᠭᠠᠩᠬᠠᠭᠤᠷᠠᠶ

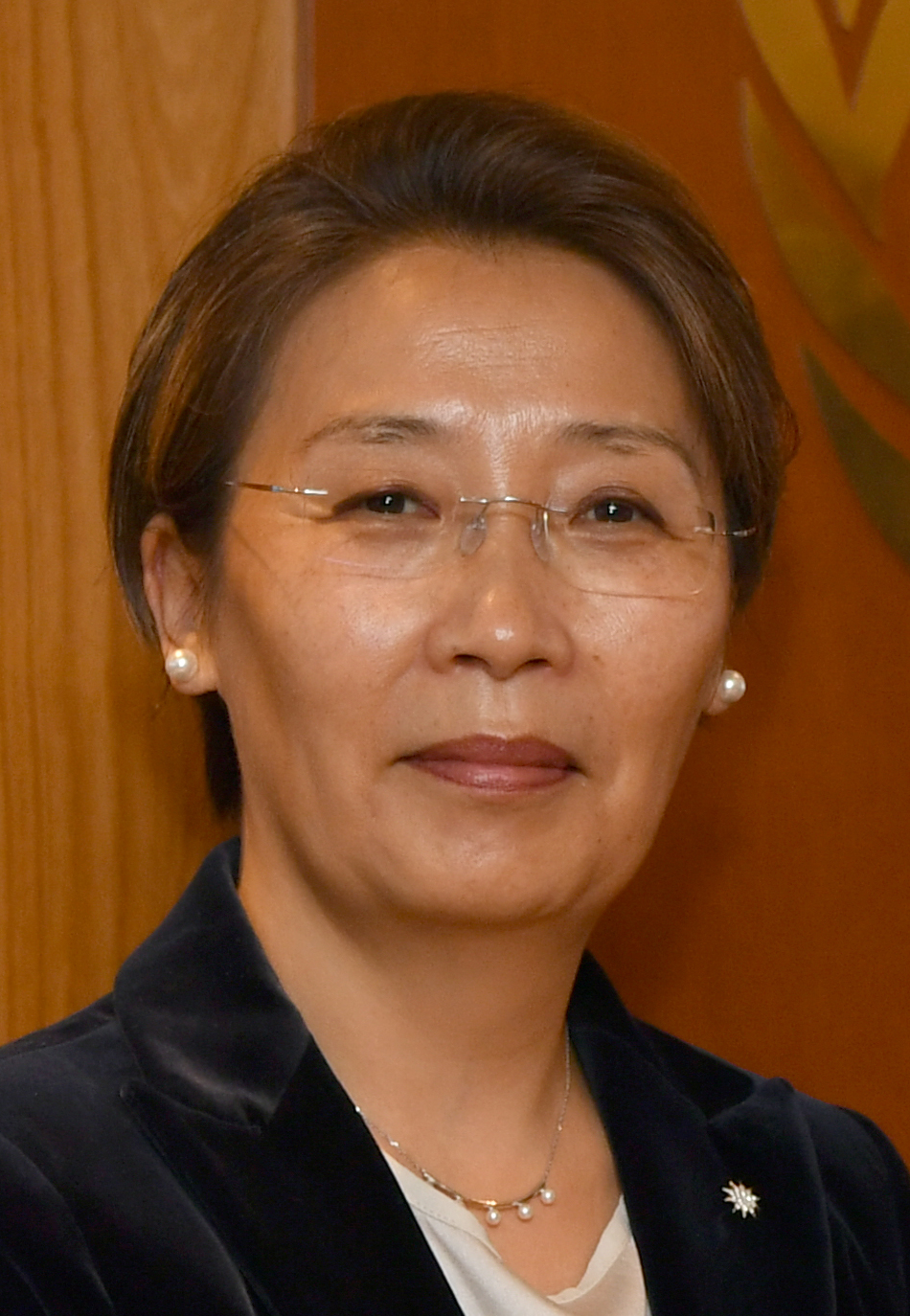
Gankhuurai Battungalag (2020)

ᠪᠠᠲᠤᠲᠤᠩᠭᠠᠯᠠᠭ) ist eine mongolische Diplomatin. Seit März 2017 ist sie Botschafterin der Mongolei in Österreich, Bosnien und Herzegowina, Kroatien, Montenegro und Slowenien, sowie Ständige Vertreterin bei den Vereinten Nationen und anderen internationalen Organisationen in Wien.

## Leben
Battungalag studierte Außenwirtschaft am Staatlichen Moskauer Institut für Internationale Beziehungen (Master, 1996). 
Anschließend war sie als Attaché im mongolischen Außenministerium tätig, zunächst in der Protokollabteilung (1996–1997), dann in der Konsularabteilung (1997) und der Abteilung für Internationale Organisationen (1997–2002). 2002 folgte die erste Auslandsverwendung in der Ständigen Vertretung der Mongolei bei den Vereinten Nationen in New York (Dritter Sekretär, bis 2005). Es folgten Positionen in der Abteilung für multilaterale Zusammenarbeit des mongolischen Außenministeriums (2005–2010) und in der Abteilung für Internationale Organisationen (Stellvertretende Generaldirektorin, 2010–2012). Im September 2012 wurde sie zur stellvertretenden Ständigen Vertreterin der Mongolei bei den Vereinten Nationen in New York ernannt (bis 2015) und leitete anschließend kurzzeitig die Abteilung für multilaterale Zusammenarbeit im Außenministerium (Juli 2015–Februar 2016). 
Im März 2017 wurde sie zur außerordentlichen und bevollmächtigten Botschafterin der Mongolei in Österreich, Bosnien und Herzegowina, Kroatien, Montenegro und Slowenien ernannt, sowie zur Ständigen Vertreterin bei den Vereinten Nationen und anderen internationalen Organisationen in Wien.